# Каменский район (Алтайский край)
Ка́менский райо́н — административно-территориальное образование (сельский район) и муниципальное образование (муниципальный район) в  Алтайском крае России.
Административный центр — город Камень-на-Оби.

## География
Район расположен на севере края. Граничит с Крутихинским, Панкрушихинским, Баевским, Тюменцевским, Шелаболихинским районами края и Новосибирской областью.
Площадь — 3666,23 км².
Рельеф — складчатая поверхность Приобского плато. Климат континентальный. Средняя температура января −19,7 °C, июля +18,9 °C. Годовое количество атмосферных осадков — 360 мм. По территории района протекает река Обь, проходит Кулундинский магистральный канал, имеются озёра Горькое и Телеутское. Почвы — средние чернозёмы, песчаные, солонцеватые, солончаковые, болотные. Растут сосна, берёза, осина, калина. Обитают лиса, заяц-русак, хорь, колонок, белка, из птиц — тетерев, глухарь.

## История
Со второй половины XIX века село Камень стало центром Каменской волости Барнаульского уезда Томской губернии. С приходом советской власти в 1923—1930 гг. прошли реформы, образовавшие районы. Деление на губернии в Сибири отменено в 1925 году с созданием Сибирского края (в основных пределах прежней Томской губернии первой половины XIX века).
Каменский район был образован в 1924—1925 гг. в составе Алтайской губернии на основе территории бывшей Каменской волости. С 1925 года Каменский район входит в состав Сибирского края РСФСР (краевой центр — Новосибирск). С 1930 по 1937 год — Каменский район в составе Западно-Сибирского края РСФСР. В сентябре 1937 года вновь образуется Алтайский край, в состав которого с тех пор и по настоящее время входит Каменский район. 15 января 1944 года 7 сельсоветов Каменского района были переданы в новый Крутихинский район. В 1963 году в связи с укрупнением районов края в состав района включены земли расформированного Крутихинского района. В дальнейшем в 1973 году Крутихинский район выделяется обратно в отдельную административно-территориальную единицу.
В 2015 году городской округ Камень-на-Оби преобразован в городское поселение и включён в состав района.

## Население
| 1959    | 1996    | 1997    | 1998    | 1999    | 2000    | 2001    | 2002    | 2003    |
| ------- | ------- | ------- | ------- | ------- | ------- | ------- | ------- | ------- |
| 31 353  | ↘18 100 | ↘17 800 | →17 800 | ↘17 600 | ↘17 500 | ↘17 200 | ↘16 800 | ↘16 504 |
| 2004    | 2005    | 2006    | 2007    | 2008    | 2009    | 2010    | 2011    | 2012    |
| ↘16 231 | ↘15 707 | ↘15 223 | ↘14 669 | ↘14 224 | ↘13 060 | ↘12 025 | ↘11 970 | ↘11 719 |
| 2013    | 2014    | 2015    | 2016    | 2017    | 2018    | 2019    | 2020    | 2021    |
| ↘11 433 | ↘11 137 | ↗53 378 | ↘52 941 | ↘52 187 | ↘51 405 | ↘50 939 | ↘50 478 | ↘41 148 |

С середины 1990-х годов наблюдается отрицательная динамика численности населения, связанная в первую очередь с превышением смертности над рождаемостью и миграционным оттоком населения.

### Урбанизация
В городских условиях (город Камень-на-Оби) проживают  78,7 % населения района.

#### Национальный состав[19]
| национальность | мужчин | женщин | всего  | %    |
| -------------- | ------ | ------ | ------ | ---- |
| русские        | 7 305  | 8 081  | 15 386 | 92,7 |
| немцы          | 301    | 323    | 624    | 3,76 |
| украинцы       | 74     | 101    | 175    | 1,05 |
| азербайджанцы  | 33     | 35     | 68     | 0,4  |
| татары         | 27     | 21     | 48     | 0,29 |
| белорусы       | 22     | 25     | 47     | 0,28 |
| чеченцы        | 20     | 15     | 35     | 0,21 |
| чуваши         | 10     | 11     | 21     | 0,12 |

## Административно-муниципальное устройство
Каменский район с точки зрения административно-территориального устройства края включает 14 административно-территориальных образований, в том числе  1 город районного значения и 13 сельсоветов.
Каменский муниципальный район в рамках муниципального устройства включает 14 муниципальных образований, в том числе 1 городское поселение и 13 сельских поселений:
| №        | Муниципальное образование | Административный центр   | Количество населённых пунктов | Население (чел.) | Площадь (км²) |
| -------- | ------------------------- | ------------------------ | ----------------------------- | ---------------- | ------------- |
| 1e-06    | Городское поселение       |                          |                               |                  |               |
| 1        | город Камень-на-Оби       | город Камень-на-Оби      | 2                             | ↘32 880          | 48,79         |
| 1.000002 | Сельское поселение        |                          |                               |                  |               |
| 2        | Аллакский сельсовет       | село Аллак               | 3                             | ↘904             | 222,23        |
| 3        | Верх-Аллакский сельсовет  | село Верх-Аллак          | 3                             | ↘414             | 224,23        |
| 4        | Гоноховский сельсовет     | село Гонохово            | 3                             | ↘951             | 402,61        |
| 5        | Корниловский сельсовет    | село Корнилово           | 1                             | ↘1075            | 339,35        |
| 6        | Новоярковский сельсовет   | село Новоярки            | 1                             | ↘948             | 186,64        |
| 7        | Плотниковский сельсовет   | село Луговое             | 3                             | ↘718             | 375,08        |
| 8        | Попереченский сельсовет   | село Поперечное          | 2                             | ↘767             | 189,30        |
| 9        | Пригородный сельсовет     | посёлок Октябрьский      | 3                             | ↘409             | 387,03        |
| 10       | Рыбинский сельсовет       | село Рыбное              | 2                             | ↘700             | 320,34        |
| 11       | Столбовский сельсовет     | село Столбово            | 5                             | ↘1003            | 459,62        |
| 12       | Телеутский сельсовет      | село Ветренно-Телеутское | 2                             | ↘250             | 177,08        |
| 13       | Толстовский сельсовет     | посёлок Толстовский      | 2                             | ↘534             | 224,67        |
| 14       | Филипповский сельсовет    | посёлок Филипповский     | 2                             | ↘324             | 109,26        |

## Населённые пункты
В Каменском районе 34 населённых пункта:
| №  | Населённый пункт       | Тип                           | Население | Муниципальное образование |
| -- | ---------------------- | ----------------------------- | --------- | ------------------------- |
| 1  | 3 Интернационал        | посёлок                       | ↘4        | Верх-Аллакский сельсовет  |
| 2  | Аллак                  | село                          | ↘974      | Аллакский сельсовет       |
| 3  | Верх-Аллак             | село                          | ↘483      | Верх-Аллакский сельсовет  |
| 4  | Ветренно-Телеутское    | село                          | ↘282      | Телеутский сельсовет      |
| 5  | Гонохово               | село                          | ↗731      | Гоноховский сельсовет     |
| 6  | Дресвянка              | село                          | ↗411      | Столбовский сельсовет     |
| 7  | Духовая                | деревня                       | ↘88       | Аллакский сельсовет       |
| 8  | Зелёная Дубрава        | посёлок                       | ↘108      | Филипповский сельсовет    |
| 9  | Калиновка              | посёлок                       | ↘67       | Плотниковский сельсовет   |
| 10 | Камень-на-Оби          | город, административный центр | ↘32 385   | город Камень-на-Оби       |
| 11 | Ключи                  | село                          | ↘63       | Столбовский сельсовет     |
| 12 | Корнилово              | село                          | ↘1075     | Корниловский сельсовет    |
| 13 | Луговое                | село                          | ↘769      | Плотниковский сельсовет   |
| 14 | Малетино               | село                          | ↘68       | Столбовский сельсовет     |
| 15 | Михайловка             | посёлок                       | ↘79       | Верх-Аллакский сельсовет  |
| 16 | Мыски                  | посёлок                       | ↗90       | Гоноховский сельсовет     |
| 17 | Новая Дубрава          | станция                       | ↘75       | Пригородный сельсовет     |
| 18 | Новодубровский         | посёлок                       | ↗5        | Пригородный сельсовет     |
| 19 | Новоярки               | село                          | ↘948      | Новоярковский сельсовет   |
| 20 | Обское                 | село                          | ↘296      | Гоноховский сельсовет     |
| 21 | Октябрьский            | посёлок                       | ↘443      | Пригородный сельсовет     |
| 22 | Плотинная              | станция                       | ↘495      | город Камень-на-Оби       |
| 23 | Плотниково             | село                          | ↘75       | Плотниковский сельсовет   |
| 24 | Подветренно-Телеутское | село                          | ↘50       | Телеутский сельсовет      |
| 25 | Поперечное             | село                          | ↘783      | Попереченский сельсовет   |
| 26 | Раздольный             | посёлок                       | ↘175      | Попереченский сельсовет   |
| 27 | Родина                 | разъезд                       | ↘13       | Аллакский сельсовет       |
| 28 | Рыбное                 | село                          | ↘811      | Рыбинский сельсовет       |
| 29 | Самарский              | посёлок                       | ↘90       | Рыбинский сельсовет       |
| 30 | Соколово               | село                          | ↘3        | Столбовский сельсовет     |
| 31 | Столбово               | село                          | ↘841      | Столбовский сельсовет     |
| 32 | Тамбовский             | посёлок                       | ↘108      | Толстовский сельсовет     |
| 33 | Толстовский            | посёлок                       | ↗615      | Толстовский сельсовет     |
| 34 | Филипповский           | посёлок                       | ↘315      | Филипповский сельсовет    |

## Экономика
Основное направление экономики — сельское хозяйство: производство зерна, мяса, молока. На территории района находятся два лесхоза, перерабатывающие предприятия, ремонтно-строительные предприятия.
В феврале 2011 года запущено одно из крупнейших лесоперерабатывающих предприятий в сибирском регионе «Каменский лесодеревообрабатывающий комбинат». Завод с ежегодным объёмом переработки 220—240 тысяч м³ круглого леса расположился в посёлке Октябрьском.

## Транспорт
На территории района действуют автомобильный, железнодорожный, водный и воздушный транспорт. Общая протяженность автомобильных дорог в районе составляет более 500 км. Из них более 200 км с асфальтовым покрытием. По территории района проходит автодорога регионального значения Р380 «Новосибирск — Камень-на-Оби — Барнаул».
Через район проходит Среднесибирская магистраль Западно-Сибирской железной дороги. Протяженность магистрали по территории района 74 км. Водный транспорт представлен как грузовым (баржи, паромы) так и пассажирским (речные переправы).
На территории района, в 9 км к западу от г. Камня-на-Оби расположен военный аэродром (находится на консервации). Принимает малые гражданские воздушные судна (медицина, сельхозавиация).